# Communic
Communic ist eine norwegische Progressive-/Power-Metal-Band. Der Stil der Band gilt als stark durch Nevermore beeinflusst.

## Bandgeschichte
Bis Ende des Jahres 2002 spielten Sänger und Gitarrist Oddleif Stensland und Bassist Erik Mortensen gemeinsam in einer Band namens Ingermanland. Nach deren Auflösung gründete Stensland zusammen mit Tor Atle Andersen, dem Schlagzeuger seiner Zweitband Scariot im Jahr 2003 Communic. Kurz nach der Gründung vervollständigte Mortensen die Formation, die daraufhin im Frühjahr 2004 ihr erstes, drei Tracks umfassendes Demo in Eigenregie aufnahm. Dieses hatte eine Auflage von nur 100 Exemplaren und wurde im April 2004 vom Magazin Rock Hard zum "Demo des Monats" gekürt. Im Juli des Jahres unterzeichnete die Band einen Plattenvertrag mit dem deutschen Label Nuclear Blast und begab sich noch im September in die dänischen Jacob-Hansen-Studios, um das Debütalbum Conspiracy In Mind aufzunehmen. Für die Aufnahmen und die im Jahre 2005 folgende Tournee verstärkte der dänische Keyboarder Peter Jensen die Band. Er wurde jedoch aufgrund der eingeschränkten Probemöglichkeiten mit den in Norwegen beheimateten Mitgliedern nie fest angestellt. Das entstandene Album wurde weltweit mit hervorragenden Kritiken bedacht und veranlasste die Leser des Rock-Hard-Magazins, Communic zum "Newcomer des Jahres" zu wählen. Ihre erste Tournee, welche die Band durch ganz Europa führte, bestritten die Norweger im Vorprogramm von Ensiferum und Graveworm. Als Höhepunkt der Tournee sieht die Band eigenen Angaben zufolge den Auftritt auf dem Gelsenkirchener Rock Hard Festival an.
Das zweite Album mit dem Titel Waves Of Visual Decay wurde mit Unterstützung des norwegischen Keyboarders Endre Kirkesola aufgenommen und wiederum von Jacob Hansen in Dänemark produziert. Es wurde am 19. Mai 2006 veröffentlicht und erntete wie das Vorgängeralbum sehr viel Lob von der internationalen Fachpresse (Album des Monats im Metal Hammer sowie im Rock-Hard-Magazin).

## Diskografie
- 2004: Conspiracy in Mind (Demo)
- 2005: Conspiracy in Mind
- 2006: Waves of Visual Decay
- 2008: Payment of Existence
- 2011: The Bottom Deep
- 2017: Where Echoes Gather
- 2020: Hiding from the World